# Мар'їнка
Ма́р'їнка — зруйноване місто в Україні, з 2023 року тимчасово перебуває під окупацією РФ. Є адміністративним центром Мар'їнської міської територіальної громади Покровського району Донецької області. Колишній центр ліквідованого Мар'їнського району. Розташована у центральній частині області, на річці Осикова (притока Вовчої).

## Бої 2022—2023 та окупація
17 березня 2022 року місто було на деякий час вперше зайняте агресором.
19 квітня 2022 року Мар'їнка була звільнена, і з того часу півтора року була ареною неперервних боїв.
Від міста залишилися лише руїни.
26 грудня 2023 територія вщент зруйнованого міста була повністю окупована ЗС РФ.
Під час повномасштабного вторгнення в Україну місто було вщент зруйноване російською армією. Станом на початок листопада 2022 року у місті не залишилось цивільного населення.[⇨]

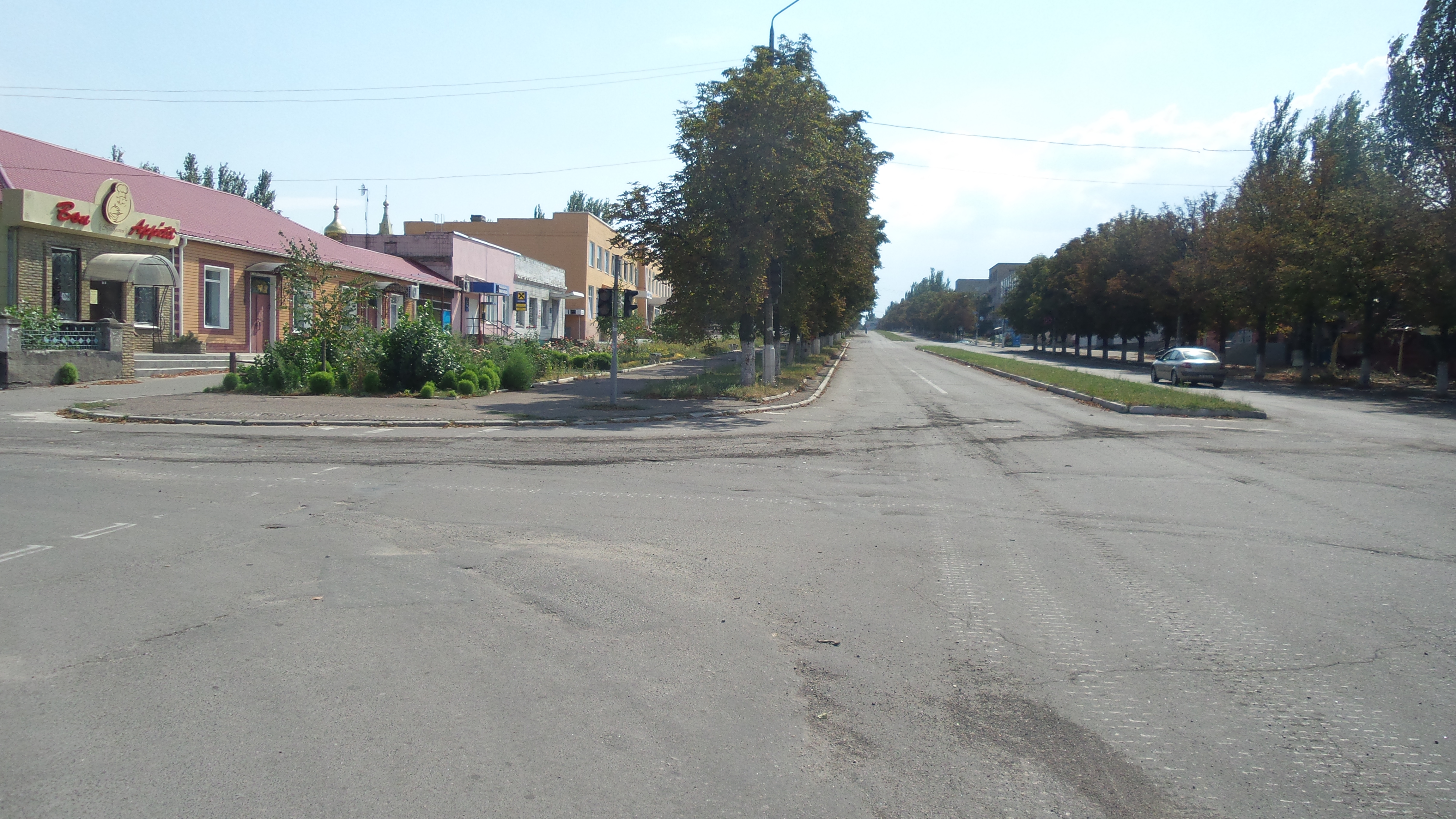
Центр Мар'їнки

## Історія
На території Мар'їнки знаходилося старовинне запорозьке займище. У 1704 році по обох сторонах Гнилуші було кілька зимівників і хуторів січового запорізького козацтва.
Засноване як село в 40-х роках XIX ст. переселеними туди селянами Полтавської і Харківської губерній. До 1859 року тут було 220 дворів, проживало 1316 осіб. У 1869 році відкрита церковноприходська школа, у 1896 — земське училище. Напередодні першої світової війни в селі нараховувалося 524 двори.
На початку 1930-х років проведена колективізація сільського господарства, в 1932 році створена машинно-тракторна станція. У 1928 році в село переведений Пирятинський педтехнікум. У 1938 році Мар'їнка віднесена до категорії селищ міського типу. До 1941 року тут були завершені електрифікація і радіофікація, працювали дві загальноосвітні школи, клуб, бібліотека.
У роки після німецько-радянської війни побудований ряд промислових підприємств, споруджено водосховище. Педтехнікум переведений у Костянтинівку. У 1977 році селище отримало статус міста.

### Російсько-українська війна

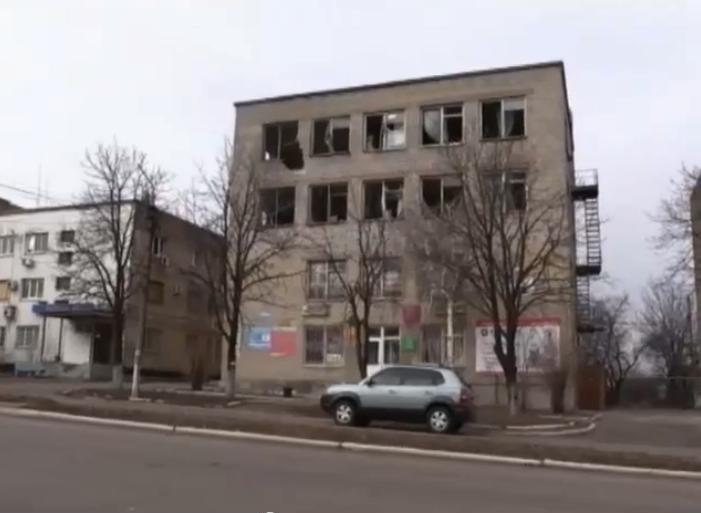
Наслідки обстрілу міста російськими бойовиками, лютий 2015 рік

Під час Війни на сході України за Мар'їнку було два великих бої. Перший — у 2014, другий — у червні й надалі 2015 року.
26 січня 2015 року увечері на одному з блокпостів під містом вибухнув автомобіль зі смертником, 1 солдат загинув, 2 важкопоранені — з 28-ї гвардійської мехбригади.
На початку червня 2015 року біля Мар'їнки відбувся бій. За оцінками журналіста BBC News, зіткнення стало наймасштабнішим з моменту підписання домовленостей Мінськ-2 в лютому 2015 року. Спочатку проросійські терористи захопили частину міста, однак українські війська їх вибили.
В ході повномасштабного вторгнення Росії 2022 року Збройні Сили РФ просунулись у Мар'їнці 22 березня. 20 квітня ЗСУ відкинули противника з міста та повернули фронт бойових дій в стан до 24 лютого. Фактично весь цей час у Мар'їнці тривали бої. Зараз у місті немає цивільних, лише військові.
У грудні стало відомо, що 3/4 частини міста окуповано армією РФ. Отже, протягом 9 місяців війни росіяни спромоглись просунутись тут лише на кілька кілометрів. На опублікованих відео видно, що від міста залишилися лише руїни.
У лютому 2023 року були опубліковані світлини вщент знищеного міста.
У березні 2025 року стало відомо, що окупаційним гауляйтером Донецька Олексієм Кулємзіним було підписане розпорядження про приєднання населеного пункту до складу так званого «Донецького муніципального округу».

## Загальна характеристика
Мар'їнка займає територію 2,3 км², з них 26 % було під забудовою. На одного жителя припадало 50 м² зелених насаджень. Середня температура січня −6,6, липня +21,6. За рік випадає 434 мм опадів.
Понад 40 % зайнятих в народному господарстві працювали у промисловості. Основними підприємствами були: шиноремонтний, молочний заводи, харчосмакова фабрика, хлібокомбінат.
Мар'їнський молокозавод (ВАТ «Лактіс») за допомогою Донецького концерну «Енерго»  випускав близько 50 найменувань продукції.
Стабільно працювала ВАТ «Мар'їнська харчосмакова фабрика». Продукцією підприємства були — крупи, борошно, олія тощо — мали попит на українському ринку. А мар'їнська халва відзначена міжнародним призом «Золотий орел» (1998 р.) і знаком якості «Вища проба» (2001 р.).
У місті діяли 2 дитячих дошкільних установи, 2 загальноосвітніх школи, музична школа, будинок культури, бібліотека, дитячо-юнацька спортивна школа, Донецький обласний госпіталь для інвалідів другої світової війни, школа-інтернат для дітей-сиріт.

## Населення

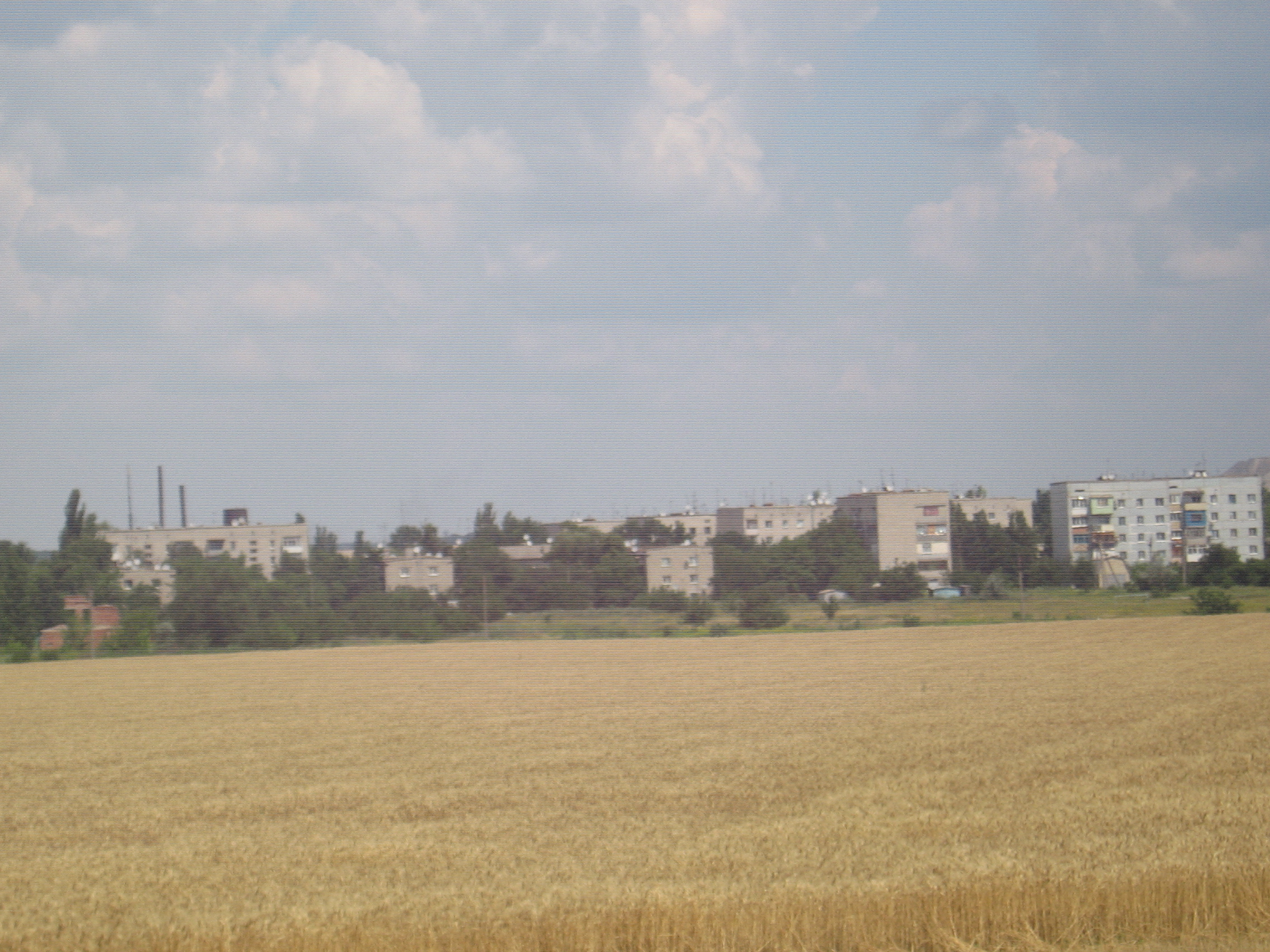
Вид на місто із траси (Донецьк-Запоріжжя)

Населення на 5 грудня 2001 р. складало 10,7 тис. осіб, на початок 2004 р. — 10,4 тисячі. 1 січня 2013 тут налічувалося 9913 мешканців.
Станом на січень 2014 року тут мешкало 9829 осіб, а на січень 2017 — 9672.
Через повномасштабне вторгнення Російської Федерації 2022 року, мешканців у місті не залишилося. Воно зазнало масштабних руйнувань, залишки населення евакуювали у листопаді 2022 року.

### Національний склад
Національний склад населення за даними перепису 2001 року:
| Національність  | Відсоток |
| --------------- | -------- |
| українці        | 81,23%   |
| росіяни         | 15,80%   |
| греки           | 0,59%    |
| вірмени         | 0,58%    |
| білоруси        | 0,51%    |
| азербайджанці   | 0,14%    |
| татари          | 0,10%    |
| грузини         | 0,10%    |
| інші/не вказали | 0,95%    |

### Мовний склад
Рідна мова населення за даними перепису 2001 року:
| Мова            | Чисельність, осіб | Відсоток |
| --------------- | ----------------- | -------- |
| Українська      | 7 383             | 70,11%   |
| Російська       | 3 046             | 28,93%   |
| Вірменська      | 37                | 0,35%    |
| Білоруська      | 6                 | 0,06%    |
| Грецька         | 6                 | 0,06%    |
| Румунська       | 2                 | 0,02%    |
| Болгарська      | 1                 | 0,01%    |
| Німецька        | 1                 | 0,01%    |
| Угорська        | 1                 | 0,01%    |
| Інші/Не вказали | 47                | 0,44%    |
| Разом           | 10 530            | 100%     |

## Відомі люди

### Народилися
- Владзімірський Микола Іванович (нар. 1954) — громадський діяч, журналіст, майстер спорту з міжнародних шашок, багаторазовий чемпіон Криму й Севастополя.
- Марсюк Василь Андрійович (нар. 1938) — поет, публіцист, автор багатьох книжок поезії для дорослих і дітей, член Національної Спілки письменників України.

## Додаткова література
- Мар'їнка — Інформаційно-пізнавальний портал | Донецька область у складі УРСР [Архівовано 21 лютого 2016 у Wayback Machine.] (На основі матеріалів енциклопедичного видання про історію міст та сіл України, том — Історія міст і сіл Української РСР. Донецька область. — К.: Головна редакція УРЕ АН УРСР, 1970. — 992 с.)
- Сергій Гайдук. ПЕРШІ ПОСЕЛЕНЦІ МАР’ЇНКИ Й МАКСИМІЛЬЯНІВКИ (ПОКРОВСЬКИЙ Р-Н, ДОНЕЦЬКА ОБЛ.) // ДОНЕЦЬКИЙ ВІСНИК НАУКОВОГО ТОВАРИСТВА ІМ. ШЕВЧЕНКА. — Т. 54. — ХАРКІВ-ЗАПОРІЖЖЯ, 2025. — 177 С. С. 60-65.
- Василь Пірко Заселення Степової України в XVI—XVIII ст. // Донецьк: Укр. центр, 1998. — 124 с.
- Лаврів П. Моя земля — земля моїх батьків [Архівовано 20 грудня 2016 у Wayback Machine.] Донецьк, Український культурологічний центр, Донецьк: Донецьке обласне Товариство української мови ім. Т. Г. Шевченка, РВП «Лебідь», 1995. — 64 с.
- Пірко В. О. Заселення Донеччини у XVI—XVIII ст. (короткий історичний нарис і уривки з джерел) [Архівовано 20 грудня 2016 у Wayback Machine.] / Український культурологічний центр. — Донецьк: Східний видавничий дім, 2003. — 180 с.
- Лаврів П. Історія південно-східної України. Львів. «Слово», 1992. — 152 с. — ISBN 5-8326-0011-8.
- Алфьоров М. А. Урбанізаційні процеси в Україні в 1945—1991 рр: Монографія/ М. А. Алфьоров — Донецьк: Донецьке відділення НТШ ім. Шевченка, ТОВ «Східний видавничий дім» 2012. — 552 с.
- Алфьоров М. А. Міграційні процеси та їх вплив на соціально-економічний розвиток Донбасу (1939—1959 рр.): монографія / М. А. Алфьоров; Укр. культурол. центр, Донец. від-ня Наук. т-ва ім. Шевченка. — Донецьк, 2008. — 192 c.